# Olga Iwanowna Kotljarowa
Olga Iwanowna Kotljarowa (russisch Ольга Ивановна Котлярова, englische Transkription Olga Kotlyarova; * 12. April 1976 in Swerdlowsk, heute Jekaterinburg) ist eine russische Sprinterin und Mittelstreckenläuferin. 
Olga Kotljarowa gehört seit 1996 zur russischen 4-mal-400-Meter-Staffel, konnte aber auch allein im 400-Meter-Lauf und im 800-Meter-Lauf internationale Medaillen gewinnen. Bei einer Körpergröße von 1,80 m beträgt ihr Wettkampfgewicht 65 kg.

## Karriere bis 2001
Bei den Junioreneuropameisterschaften 1995 gewann Olga Kotljarowa über 400 Meter Gold und mit der russischen Juniorenstaffel Silber. Ihre erste Medaille im Erwachsenenbereich gewann sie bei den Halleneuropameisterschaften 1996 in Stockholm mit Silber hinter der Deutschen Grit Breuer und eine Hundertstelsekunde vor ihrer Landsfrau Tatjana Tschebykina. Bei den Olympischen Spielen in Atlanta schied sie über 400 Meter im Viertelfinale aus. Mit der russischen Staffel wurde sie im Finale Fünfte.
1997 bei den Hallenweltmeisterschaften in Paris gewann die russische Staffel mit neuem Hallenweltrekord vor den Staffeln aus den Vereinigten Staaten und aus Deutschland. Im Sommer schied Kotljarowa bei den Weltmeisterschaften in Athen in 51,03 Sekunden im Halbfinale aus. Mit der Staffel wurde sie Vierte hinter den Staffeln aus Deutschland, den USA und Jamaika.
Eine neue Bestzeit stellte Olga Kotljarowa bei den Europameisterschaften 1998 in Budapest auf. In 50,38 Sekunden wurde sie aber trotzdem nur Dritte hinter Grit Breuer in 49,93 Sekunden und hinter der Tschechin Helena Fuchsová in 50,21 Sekunden. Die russische Staffel belegte Platz 2 hinter der deutschen Staffel, in der Breuer als Schlussläuferin Kotljarowa keine Chance ließ.
Auch in Maebashi bei den Hallenweltmeisterschaften 1999 gewann die russische Staffel mit einem neuen Hallenweltrekord, dahinter liefen die Staffeln Australiens und der USA in die Medaillenränge. Bei den Freiluft-Weltmeisterschaften in Sevilla belegte Kotljarowa in 50,72 Sekunden den achten Platz. Die Staffel gewann mit 0,11 Sekunden Vorsprung auf die US-Amerikanerinnen den Weltmeistertitel.
Bei den Olympischen Spielen 2000 in Sydney wurde Kotljarowa in 51,04 Sekunden erneut Achte. Mit der Staffel gewann sie die Bronzemedaille hinter den Staffeln aus den USA und aus Jamaika.
2001 bei den Hallenweltmeisterschaften in Lissabon lief sie über 400 Meter 51,56 Sekunden und belegte den zweiten Platz hinter der Jamaikanerin Sandie Richards in 51,04 Sekunden und vor ihrer Mannschaftskameradin Olesja Sykina 51,71 Sekunden. Mit der russischen Staffel gewann Kotljarowa zum dritten Mal in Folge Gold, diesmal vor den Staffeln aus Jamaika und aus Deutschland. 
Danach legte Olga Kotljarowa eine Wettkampfpause ein. 2002 wurde ihre Tochter Tatjana geboren.

## Karriere ab 2004
Ihr Comeback feierte sie bei den Hallenweltmeisterschaften 2004 in Budapest. Zum vierten Mal wurde sie mit der Staffel Hallenweltmeisterin, zum dritten Mal lief die Staffel dabei einen neuen Hallenweltrekord. Die Überlegenheit der Staffel wurde deutlich durch sechs Sekunden Vorsprung auf die zweitplatzierte Staffel aus Weißrussland.
Obwohl sie 2004 über 400 Meter Bestzeit lief, wandte sich Olga Kotljarowa nun verstärkt dem 800-Meter-Lauf zu. Bei den Hallenweltmeisterschaften 2006 erreichte sie erstmals einen Endlauf und wurde in 2:01,56 Sekunden Fünfte. Bei den Europameisterschaften 2006 in Göteborg galten die drei russischen Vertreterinnen aufgrund ihrer zuvor gelaufenen Zeiten als Favoritinnen, falls sich ein schnelles Rennen entwickeln sollte. Swetlana Tscherkassowa sorgte von Beginn an für ein schnelles Tempo, die beiden anderen, Swetlana Kljuka und Kotljarowa, profitierten davon und spurteten am Ende um Gold und Silber. Aufgrund ihrer höheren Grundschnelligkeit gewann Olga Kotljarowa mit dem Europameistertitel erstmals bei einer großen Meisterschaft einen Einzeltitel.
Bei den Weltmeisterschaften 2007 in Ōsaka versuchte Kotljarowa, das Tempo der Kenianerin Janeth Jepkosgei Busienei mitzugehen. Auf der Zielgeraden wurde sie von Hasna Benhassi und Mayte Martínez überspurtet. In 1:58,22 Minuten belegte Kotljarowa den vierten Platz.

## Internationale Medaillen
- 1996 Halleneuropameisterschaften: 2. Platz 400 Meter in 51,70 s
- 1997 Hallenweltmeisterschaften in Paris: 1. Platz Staffel in 3:26,84 min mit Tatjana Tschebykina, Swetlana Gontscharenko, Kotljarowa und Tatjana Alexejewa, Hallenweltrekord
- 1998 Europameisterschaften in Budapest: 3. Platz 400 Meter in 50,38 s
  - 2. Platz Staffel in 3:23,56 min mit Natalja Chruscheljowa, Swetlana Gontscharenko, Jekaterina Bachwalowa und Kotljarowa
- 1999 Hallenweltmeisterschaften in Maebashi: 1. Platz Staffel in 3:24,25 min mit Tatjana Tschebykina, Swetlana Gontscharenko, Kotljarowa und Natalja Nasarowa, Hallenweltrekord
- 1999 Weltmeisterschaften in Sevilla: 1. Platz Staffel in 3:21,98 min mit Tatjana Tschebykina, Swetlana Gontscharenko, Kotljarowa und Natalja Nasarowa
- 2000 Olympische Spiele in Sydney: 3. Platz Staffel in 3:23,46 min mit Julija Sotnikowa, Swetlana Gontscharenko, Kotljarowa und Irina Priwalowa
- 2001 Hallenweltmeisterschaften in Lissabon: 2. Platz 400 Meter in 51,56 s
  - 1. Platz Staffel in 3:30,00 min mit Julija Nosowa, Olesja Sykina, Julija Sotnikowa und Kotljarowa
- 2004 Hallenweltmeisterschaften in Budapest: 1. Platz Staffel in 3:23,88 min mit Olesja Krasnomowez, Kotljarowa, Tatjana Lewina und Natalja Nasarowa, Hallenweltrekord
- 2006 Europameisterschaften in Göteborg: 1. Platz 800 Meter in 1:57,38 min

## Bestzeiten
- 200 Meter: 23,35 Sekunden (1998)
- 400 Meter: 49,77 Sekunden (2004)
- 800 Meter: 1:57,24 Minuten (2006)